# ドライヴ・マイ・カー
- ドライヴ・マイ・カー
- ドライブ・マイ・カー

「ドライヴ・マイ・カー 」（Drive My Car）は、ビートルズの楽曲である。レノン＝マッカートニー名義となっているが、主にポール・マッカートニーによって書かれた楽曲で、作詞にあたってはジョン・レノンも手助けしている。イギリスでは1965年12月3日にパーロフォンから発売されたアルバム『ラバー・ソウル』、アメリカでは1966年6月20日にキャピトル・レコードから発売されたアルバム『イエスタデイ・アンド・トゥデイ』にオープニング・トラックとして収録された。
全編にわたってレノンとマッカートニーのデュエットで歌われ、部分的にユニゾンになっている。自動車のクラクションを真似た「Beep beep'm beep beep yeah」や、弱起から始まるイントロが特徴となっている。

## 背景・曲の構成
歌詞は、語り手が女性に自分は有名な映画スターになるはずで、自身の運転手にしてもいいと伝えられるところから始まる。語り手が断ると、女性は頑張って働くよりももっと素晴らしい時間にしてみせると言ってきた。彼が申し出を受け入れると、女性が「実は車を持ってないの。でも運転手が見つかったし、これから始まるの」と口にする。タイトルの「Drive My Car」は「性交」の意を持つ古いブルースの隠語で、マッカートニーも古いブルースの隠語として使用したことを明かしている。
マッカートニーが楽曲制作のためにウェイブリッジにあるレノンの自宅に向かったときに、マッカートニーはこの曲が思い浮かんだが、この時点でマッカートニーは「歌詞が悲惨だというのは僕には分かっていた」とのこと。コーラスには「You can buy me diamond rings」というフレーズがあったが、"diamond rings"はこれまでに「キャント・バイ・ミー・ラヴ」と「アイ・フィール・ファイン」（およびボツとなった「イフ・ユーヴ・ガット・トラブル」）で使用されていた。レノンは、マッカートニーが考えた歌詞を「馬鹿馬鹿しく、甘すぎる」と否定した。2人は歌詞を書き直すことにし、困難の末にタイトルが「ドライヴ・マイ・カー」に決まり、その題から全体の歌詞が簡単に湧き上がった。当時について、マッカートニーは「最もやっかいなライティング・セッションの1つだった」と振り返っている。

## レコーディング
「ドライヴ・マイ・カー」のレコーディングは、1965年10月13日の深夜にEMIレコーディング・スタジオで行われた。同日は『ラバー・ソウル』のためのレコーディング・セッションの初日にあたる。マッカートニーは、ジョージ・ハリスンと共に基本のリズムトラックをレコーディングし、ハリスンの提案に沿うかたちでベースと低音のギターで似たリフを弾いた。ハリスンは当時オーティス・レディングの「リスペクト」を聴いており、その影響で「ドライヴ・マイ・カー」は今までのビートルズの曲よりリズム・トラックが強力で、レディングがメンフィスのスタジオで生み出したベースのヘビーな音を真似ている。作家のロバート・ロドリゲスは本作を「明白なR&Bの実験」で、収録曲のほとんどがフォークロック志向の『ラバー・ソウル』で、スタックスやモータウンのアーティストに傾倒している数少ない例としている。
マッカートニーはメイン・ボーカルを歌っており、マッカートニーのボーカルについてジャーナリストのリッチー・アンターバーガーは、「ハードロックのボーカル」と評している。マッカートニーは、ピアノのパートとスライドギターのソロをオーバー・ダビングした。曲は2本のエレクトリック・ギターで弾かれたブルージーなリフから始まり、この冒頭のリフもベーシック・トラックにオーバー・ダビングされた。

## リリース
1965年12月3日にパーロフォンからアルバム『ラバー・ソウル』が発売され、「ドライヴ・マイ・カー」はオープニング・トラックとして収録された。アメリカのキャピトル・レコードは、『ラバー・ソウル』を当時のアメリカ市場で流行していた「フォークロック」色を強めることを目的に再構成し、オープニング・トラックを本作から「夢の人」に変更し、「ひとりぼっちのあいつ」、「消えた恋」、「恋をするなら」を収録曲から外して、「イッツ・オンリー・ラヴ」を追加した。1966年6月20日にキャピトル・レコードからアルバム『イエスタデイ・アンド・トゥデイ』が発売され、本作はオープニング・トラックとして収録された。ビートルズ解散後の1973年5月に発売された『ザ・ビートルズ1962年〜1966年』にも収録されている。
イギリスやアメリカでは、シングル・カットされることはなかったが、スペインでは1966年に同名のEP盤が発売され、EP盤のA面には本作と「ノルウェーの森」、B面には「君はいずこへ」と「ユー・ウォント・シー・ミー」が収録された。また、ベルギーやナイジェリアでは「ミッシェル」とのカップリングでシングル・カットされ、ベルギーのシングルチャートでは第1位を獲得した。
2006年にシルク・ドゥ・ソレイユのショーのサウンドトラック・アルバムとして発売された『LOVE』に、「愛のことば」「ホワット・ユー・アー・ドゥーイング」とのメドレー「ドライヴ・マイ・カー / 愛のことば / ホワット・ユー・アー・ドゥーイング」（Drive My Car / The Word / What You're Doing）が収録された。このメドレーには、「タックスマン」のギターソロと「サボイ・トラッフル」のホーンセクションのほか、「ルーシー・イン・ザ・スカイ・ウィズ・ダイアモンズ」のコーラスと「ヘルター・スケルター」の効果音がコラージュされている 。

## クレジット
※出典
- ポール・マッカートニー - リード・ボーカル、ピアノ、ベース、スライドギター
- ジョン・レノン - リード・ボーカル、タンバリン、リズムギター[31]
- ジョージ・ハリスン - ハーモニー・ボーカル、リードギター
- リンゴ・スター - ドラム、カウベル[13]

## マッカートニーによるライブでの演奏
マッカートニーは、1993年に行われた「The New World Tour」で、オープニング・ナンバーとして演奏した。同年に発売されたライブ・アルバム『ポール・イズ・ライブ』に、同ツアーでのライブ音源が収録された。
2005年の第39回スーパーボウルでハーフタイムショー中に本作を演奏し、ロンドンで行われたLIVE 8ではジョージ・マイケルと共演した。2015年9月30日にPETAの慈善興行では、ベック・スポイルと共演した。
2018年にCBS『レイト×2ショー with ジェームズ・コーデン』のコーナー「Carpool Karaoke」（6月21日放送回）に出演した際に、ジェームズ・コーデンと共に本作を歌唱した。

## カバー・バージョン
ブレックファスト・クラブによるカバー・バージョンが、1988年にシングル盤として発売された。このカバー・バージョンは、同年に公開された映画『運転免許証』でサウンドトラックとして使用された。同年には、ボビー・マクファーリンがアルバム『シンプル・プレジャーズ』でカバーした。
ソウライヴは、2010年に発売されたアルバム『ラバー・ソウライヴ』でカバーした。同バージョンは、TBSラジオ『たまむすび』の交通情報コーナーのBGMとして2017年3月まで使用された。
2012年に発売された『Sesame Street: Travel Songs』では、エルモが本作をカバーした。
竹内まりやは、2019年に発売されたベスト・アルバム『Turntable』でカバーした。